# Ligne de l'Emmental
La ligne de l'Emmental, nommée d'après la région qu'elle traverse, est une ligne ferroviaire suisse, appartenant aux Chemins de fer fédéraux (CFF) et exploitée conjointement avec le BLS. Elle relie les villes de Berne à Lucerne via Langnau im Emmental.

## Historique
Autrefois itinéraire principal entre Berne et Lucerne, la ligne a été déclassée au profit de la ligne Mattstetten-Rothrist et du raccordement Rothrist–Zofingen. Dès le changement d'horaire de décembre 2004, les trains InterRegio Berne–Lucerne n'arpentent plus la ligne de l'Emmental.

## Caractéristiques

### Électrification
L'électrification à la tension de 15 kV - 16 ⅔ Hz standard sur le réseau ferré suisse entra en service le 15 août 1934.

### Double voie
Initialement à voie unique, la ligne est partiellement équipée de la double voie, principalement pour permettre aux convois de se croiser sans avoir à s'arrêter en gare. Actuellement, les tronçons suivants sont équipés :
- Bachtele–Tägertschi (1.92 km)
- Konolfingen–Zäziwil (3.82 km)
- Schlossberg–Schüpbach (3.35 km)

## Exploitation
- RegioExpress :
  - RE Bern – Konolfingen – Langnau – Trubschachen – Escholzmatt – Schüpfheim – Entlebuch – Wolhusen – Malters – Luzern (BLS Re 420.5/Re 465 + voitures unifiées III)

- S-Bahn Bern :
  - S 2 (Laupen BE –) Bern – Konolfingen – Langnau (RBDe 565/RBDe 566 II + B-Jumbo/B-Lego)

- S-Bahn Luzern :
  - S 6 Luzern – Wolhusen – Langnau (NPZ Domino)
  - S 61 Luzern – Schachen LU (NPZ Domino)